# Claude Manlay
Claude Manlay, née en 1948, est une cheffe d'orchestre française distinguée par de nombreux prix, qui dirige notamment l'Orchestre de chambre de Toulouse à l'âge de 25 ans. 

## Biographie

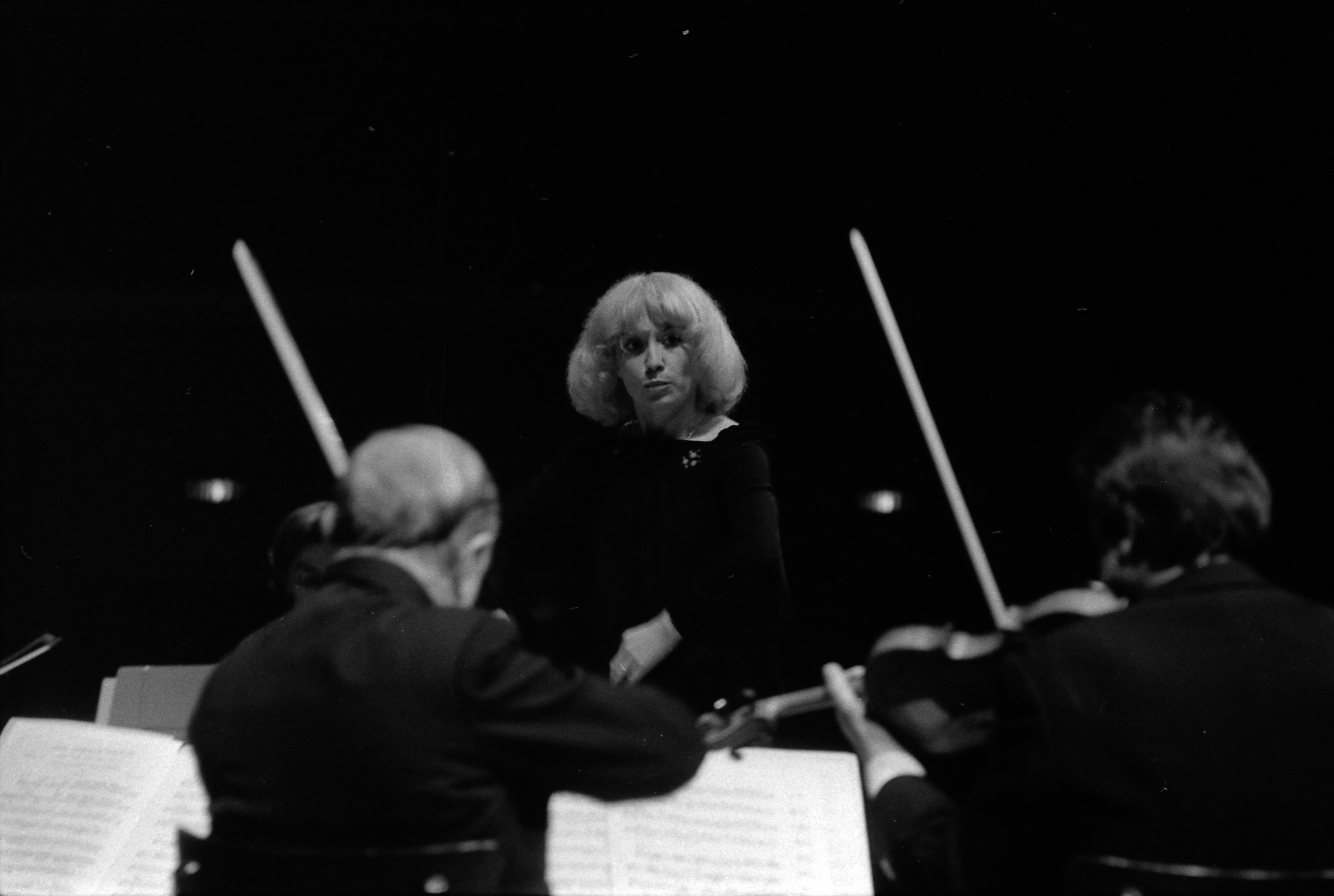
Claude Manlay dirigeant l'Orchestre Auriacombe. (1973)

Née en 1948, Claude Manlay obtient en juin 1972 le premier prix de direction d'orchestre au Conservatoire de Paris où elle avait également remporté le prix d'harmonie et celui d'analyse musicale. C'est la deuxième Française et la troisième femme à avoir remporté ce prix depuis sa création en 1914. 
Elle effectue un stage à l'Orchestre philharmonique des Pays de la Loire puis est nommée par le ministère des affaires culturelles en 1974 à la place d'assistante de Paul Capolongo, chef de l'orchestre régional de Mulhouse. En 1973 elle dirige l'Orchestre de chambre de Toulouse à l'âge de 25 ans. 

### Mouvement 12
Elle crée et dirige une formation composée uniquement de musiciennes dans les années 1980.

## Ressources
- Arcana, Les femmes et la musique, TF1 [7]
- Vie de femme, Claude Manlay, France 3 Midi-Pyrénées [8]